# Ицирах
Ицирах (цез. Ицирах) — село в Цунтинском районе Республики Дагестан. Входит в состав сельского поселения Кимятлинский сельсовет.

## География
Расположено на реке Халугаиха (бассейн реки Метлуда), в 1,5 км к востоку от центра сельского поселения — села Ретлоб и в 8,5 км к северо-западу от районного центра — села Цунта.

## Население
| 1869 | 1888 | 1895 | 1926 | 1939 | 1970 | 1989 |
| ---- | ---- | ---- | ---- | ---- | ---- | ---- |
| 62   | ↗64  | ↘58  | ↘23  | ↗70  | ↗83  | ↘67  |
| 2002 | 2010 | 2021 |      |      |      |      |
| ↗76  | ↗489 | ↘171 |      |      |      |      |

По данным Всероссийской переписи населения 2010 года:
| № | Национальность | Численность, чел. | Доля |
| - | -------------- | ----------------- | ---- |
| 1 | дидойцы        | 460               | 94 % |
| 2 | аварцы         | 29                | 6%   |